# Bruehnopteron
Bruehnopteron — вимерлий рід тетраподоморфів з девонського періоду Невади. Він містить один вид, Bruehnopteron murphyi.